# Epichirisis (Schiff, 1827)
Die Epichirisis (griechisch Επιχείρησης (f. pl.) = Unternehmung) war das zweite dampfbetriebene Schiff der griechischen Marine und das Typschiff der Epichirisis-Klasse. Die Namensbezeichnung soll sich vom englischen „Enterprise“ ableiten.

## Geschichte
Die Vereinigung der Philhellenen von Großbritannien hatte 150.000 Pfund gesammelt und orderte 1925 fünf oder sechs Radkorvetten. Die erste, die ausgeliefert wurde, war die Epichirisis. Baugleich waren die Akatamachitos und die Kalavria, die jedoch nie fertiggestellt wurde. Die Hermes hatte die gleichen Maße, jedoch weniger Tiefgang und eine andere Motorisierung. Die baugleichen Kymatopliktis und Agrypnos wurden nie ausgeliefert.
Erste Tests wurden am 13. April 1826 durchgeführt. Hierbei wäre das Schiff wegen Instabilität beinahe gekentert und gesunken. Außerdem wurde es bei der Explosion eines der beiden Kesseln beschädigt. Als das Schiff wieder repariert war, wurde es von dem Lieutenant der Royal Navy Thomas Sackville Crosby von England nach Griechenland überführt wurde erst im September 1827 an Griechenland übergeben. Das Kommando wurde zunächst an Henry Hesketh, auch Lieutenant der Royal Navy, übergeben. Als er jedoch am 20. Dezember 1827 bei einem Streit aus Versehen den hydriotischen Schiffsoffizier Alexandros Stefani tötete, wurde er vom Dienst suspendiert und Lieutenant der Royal Navy J. Downing, genannt Kirkwood, ersetzte ihn. Dieser beteiligte sich oft an Saufgelagen im Hafen von Poros. Eines Nachts betrat er in betrunkenem Zustand das Haus seines Nachbarn anstatt seines eigenen Hauses. Hierbei tötete er seinen Nachbarn mit seinem Schwert und wurde ebenfalls suspendiert. Am 11. Juni 1828 wurde nun Fregattenkapitän Karl Rudolf Brommy zum Kommandant der Epichirisis ernannt. Im Geschwader des griechischen Admirals Miaoulis nahm das Schiff an Kämpfen vor Preveza (Golf von Arta) teil und war an der Eroberung von Messolongi beteiligt. Der Verbrauch wurde mit 9,5 t Kohle pro Tag angegeben.
Das Schiff bewährte sich jedoch nicht. Vor allem wegen der schlechten Leistungsfähigkeit der beiden Dampfmaschinen von jeweils 50 PS lag das Schiff bald im Marinehafen von Poros vor Anker, bis es 1833 für 14.991 Griechische Drachmen zum Abwracken verkauft wurde.